# Gachancipá
Gachancipá é um município do departamento de Cundinamarca (Colômbia), localizado na Província de Sabana Centro, a 42 km de Bogotá, no Tronco Central do Norte. É considerado parte da área metropolitana de Bogotá pelo censo DANE 2005. Por seus 44 km² de extensão territorial, Gachancipá é o menor município de Cundinamarca. Limita-se ao norte com Suesca e Nemocón, ao sul com Tocancipá, a leste com Sesquilé e Guatavita e a oeste com Zipaquirá.

## Toponímia
O nome do local, «Gachancipá», em muysc cubun (língua Muisca), significa «cerâmica do Zipa» (título de nobreza dado pelos muíscas, grupo indígena da região).